# 렌가테이
주식회사 렌가테이(煉瓦亭) 또는 연와정은 일본 도쿄도 주오구 긴자에 위치한 화양식 음식점으로, 1895년 개업해 오늘날까지 영업을 지속하고 있다. 렌가테이는 영국의 커틀릿 요리를 수입하여 일본풍으로 재해석한 돈가스(豚カツ)를 개발한 곳으로 유명하며, 이 밖에 오믈렛을 재해석하여 오므라이스를 처음 만들었다고도 알려져 있다.